# ریچارد بول (هنرپیشه)
ریچارد بول (انگلیسی: Richard William Bull؛ ۲۶ ژوئن ۱۹۲۴ – ۳ فوریه ۲۰۱۴ میلادی) یک هنرپیشه اهل ایالات متحده آمریکا بود. وی بین سال‌های ۱۹۵۶ تا ۲۰۱۴ میلادی فعالیت می‌کرد.
«بول» سال ۱۹۲۴ در ایالات متحده آمریکا متولد شد و کار خود را از عنوان جوانی در عرصه تئاتر شروع کرد. «ریچارد بول» طی سال‌های ۱۹۷۴ تا ۱۹۸۳ در ۹ فصل از مجموعه تلویزیونی «خانه‌ای کوچک در مرغزار» بازی کرد. او در این مجموعه نقش «نیلز اولسون»، را بازی می‌کرد، روز دوشنبه ۳ فوریه ۲۰۱۴ در سن ۸۹ سالگی درگذشت.
از فیلم‌ها یا برنامه‌های تلویزیونی که وی در آن نقش داشته‌است می‌توان به نمای پارالاکس، خانه کوچک، حفاظت بی‌شعور و جاذبه آندرومدا اشاره کرد.